# أرجمون رائع
أرجمون رائع أو خشخاش شائك رائع (الاسم العلمي:Argemone superba) هو نوع من النباتات يتبع جنس الأرجمون من الفصيلة الخشخاشية.